# Jean-Marie Aubry
Pour les articles homonymes, voir Aubry.
Jean-Marie Aubry, né le 3 avril 1969 à Forbach, est un footballeur français.
Après sa carrière, Aubry devient le gardien de but de l'équipe de France de beach soccer.

## Biographie

### Football à 11 (1987-2003)
Jean-Marie Aubry fait ses classes au Racing Club de Strasbourg. Tout jeune gardien, il accède à l’équipe professionnelle lors de la saison 1987-88 en Division 2. Doublure de Philippe Flucklinger, Jean-Marie est lancé dans le grand lors d’un match face au Stade rennais pour une lourde défaite 4-0. Il n’est pas conservé par le club alsacien, champion à la fin de la saison et qui accède à l’élite.
Aubry part alors au SCO d'Angers, réputé pour son école de gardien. Il y débarque comme doublure de Michel Pageaud. Il passe les deux premières saisons en D2, où Angers végète dans le ventre mou, sur le banc de touche. Le départ de Pageaud projette Aubry titulaire. Le club se mêle alors à la lutte pour la montée. Après une prometteuse 4e place, Angers termine second lors de la saison 1991-92. Cette année-là Aubry fait parler de lui en battant le record d’invincibilité de Joël Bats. 751 minutes durant, il conserve sa cage inviolée. Angers rate l’accession à l’élite en barrage, éliminé par le RC Strasbourg. Pour évoluer en D1, Aubry et ses coéquipiers attendront encore une saison, terminant 1er de leur groupe. Les débuts en D1 sont compliqués avec une défaite 4-1 à Sochaux pour la première journée. Jean-Marie est exclu et remplacé par le jeune Ulrich Ramé. Angers termine bon dernier du championnat et rate le coche de la remontée immédiate et cette fois. JMA est alors contacté par un club de D1 pour un poste de no 1.
Au Lille OSC, Aubry joue 2 ans en D1 jusqu'à une relégation inévitable en 1997. Jean-Marie reste une saison en 2e division durant laquelle Lille ne remonte pas malgré la bonne saison de son gardien.
L’AS Monaco qui cherche une doublure à Fabien Barthez recrute alors Jean-Marie Aubry. Ce dernier passe 3 ans à La Turbie. Il joue peu mais profite de quelques blessures du titulaire habituel. Il en profite pour devenir champion de France en 2000. Il joue 17 matchs dont 2 matchs en Coupe de l'UEFA en 3 ans sous les couleurs monégasques et quitte le Rocher en 2001. 
Aubry rejoint le Stade Malherbe Caen. Le club bas-normand est alors en D2 et Jean-Marie Aubry fait une bonne saison jusqu’à une blessure qui l’écarte des terrains. Bien installé en D2, Aubry vit une fin de carrière assez tranquille. En 2003, il range définitivement les gants.

### Beach-soccer (2004-2009)
Fin 2004, Éric Cantona le contacte pour prendre la succession de Pascal Olmeta dans les buts de l’Équipe de France de beach soccer. Titulaire chez les Bleus, Jean-Marie Aubry est champion du Monde en 2005 et 3e en 2006. Il range définitivement les gants après le Mundialito en 2009.

### Reconversion
Depuis, il tient le Temple du foot, complexe sportif destiné à la pratique du football à 5, au Petit-Quevilly dans la banlieue de Rouen.

## Palmarès

### Football à 11
- Division 1
  - Champion en 2000

- Division 2
  - Champion en 1988
  - Vice-champion en 1993

- Trophée des champions
  - Vainqueur en 2000

- Championnat de France de football entreprise
  - Champion en 2004 avec le Groupe Sportif Marcel Nicollin Montpellier

### Beach-soccer
- Coupe du monde de beach soccer
  - Champion en 2005
  - 3e en 2006

- Euro Beach Soccer League
  - Vice-Champion en 2007
  - 3e en 2005